# Russ Feingold
Pour les articles homonymes, voir Feingold.
Russell Dana Feingold, dit Russ Feingold, né le 2 mars 1953 à Janesville (Wisconsin), est un homme politique américain, membre du Parti démocrate et sénateur du Wisconsin au Congrès des États-Unis de 1993 à 2011. Il est l'une des figures majeures de la gauche radicale américaine à la chambre haute fédérale pendant 18 ans, étant notamment le seul sénateur à voter contre le USA PATRIOT Act en 2001.

## Biographie

### Origines
Fils de l'avocat Leon Feingold et de sa femme Sylvia, il est membre de B'nai B'rith Youth Organization (BBYO) dans son adolescence, un mouvement juif juvénile pour les étudiants. Diplômé en 1975 de l'université du Wisconsin à Madison avec les honneurs, il bénéficie en 1977 d'une bourse Rhodes pour poursuivre ses études à l'université d'Oxford. En 1979, il est diplômé en droit de l'université Harvard. Jusqu'en 1985, il est avocat dans des firmes privées.

### Carrière politique

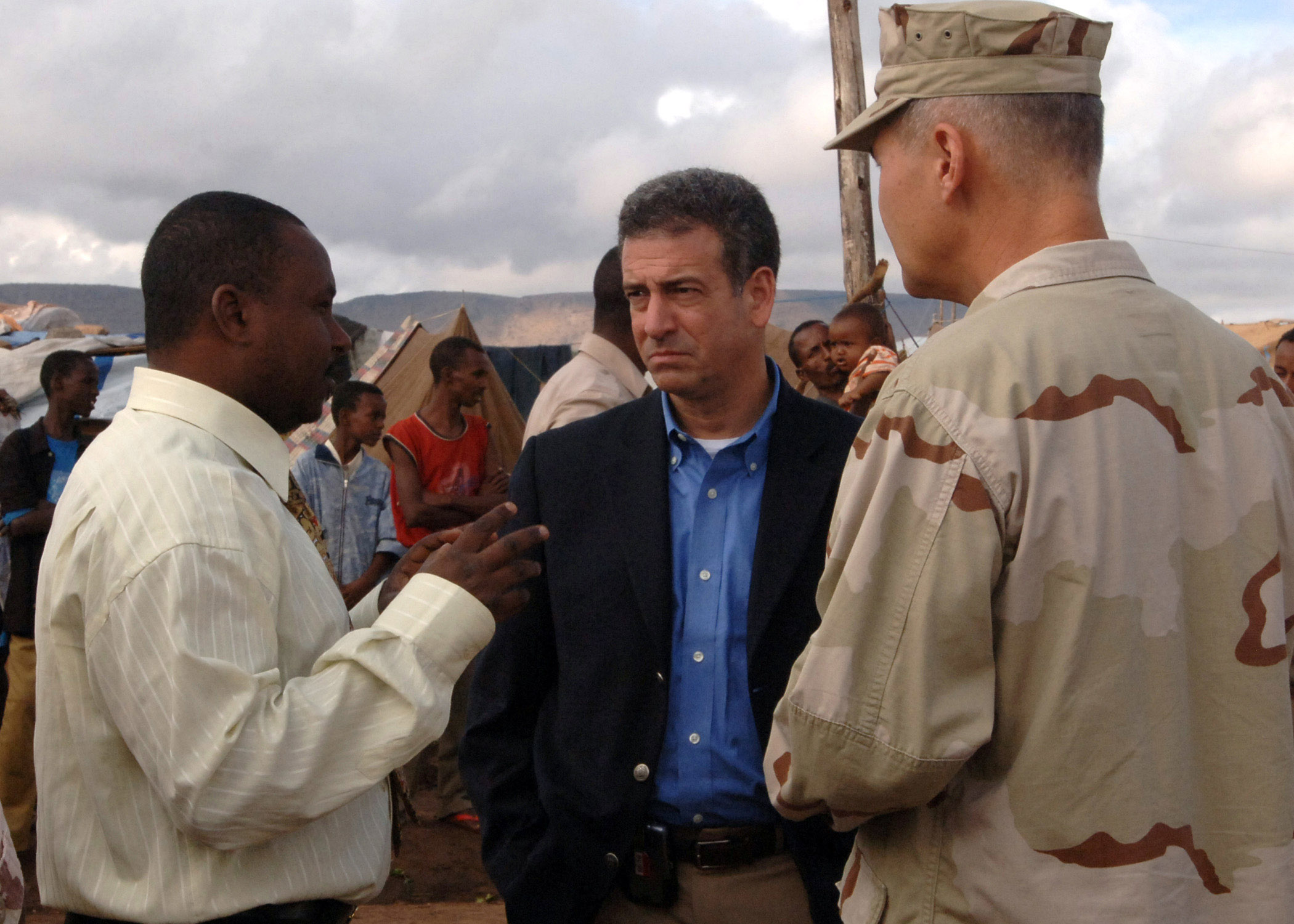
Russ Feignold lors d'une visite en Éthiopie en 2006.

En 1982, Russ Feingold est élu au Sénat du Wisconsin pour le 27e district, où il siège pendant 10 ans à partir de 1983. Lors des élections de 1992, il se présente au Sénat des États-Unis contre le titulaire républicain sortant Bob Kasten, qu'il bat avec 6 points d'avance. Il est réélu lors des élections de 1998 avec deux points d'avance contre le républicain Mark Neumann en dépit des sommes astronomiques investies par ce dernier.

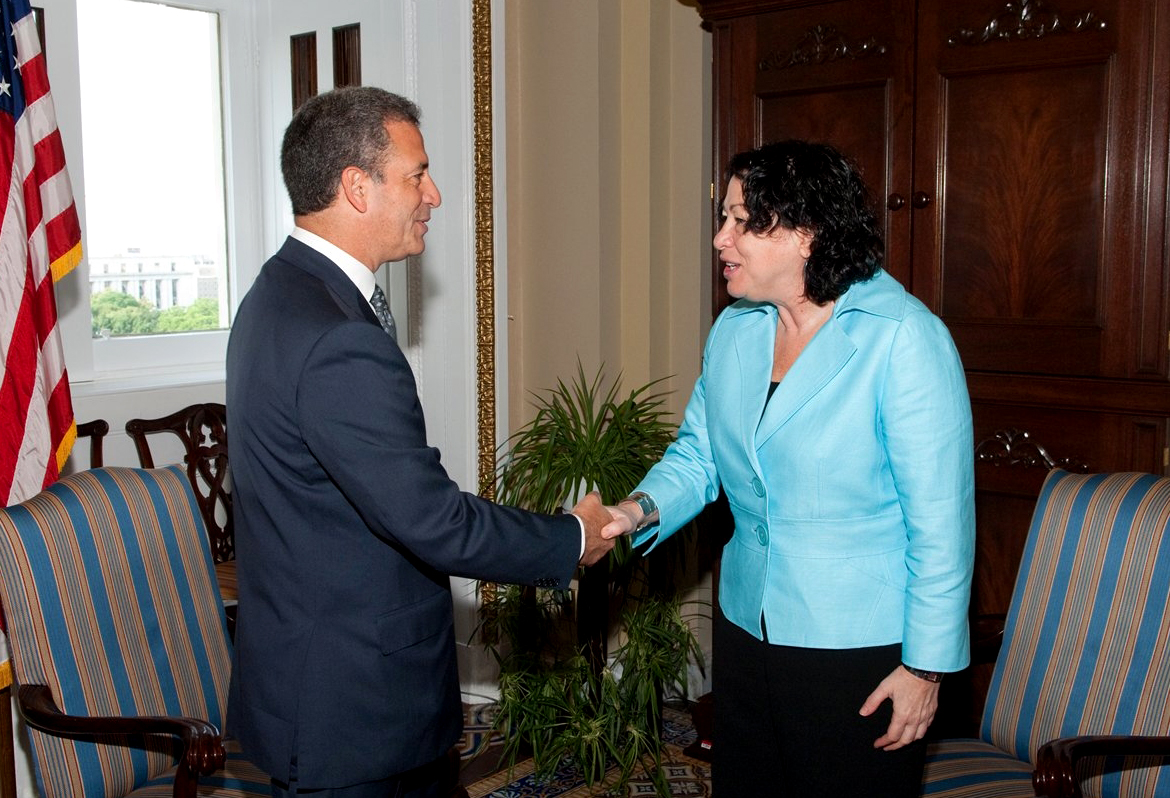
Rencontre avec Sonia Sotomayor, dont la nomination à la Cour suprême des États-Unis est proposée par Obama, en 2009.

Remportant un troisième mandat à l'occasion des élections de 2004, Russ Feingold est réélu avec 56 % des voix contre 44 % au candidat républicain Tim Michels. Bien que divorcé par deux fois, il est l'un des candidats les plus sérieux pour la présidence ou la vice-présidence en 2008 du côté démocrate et est un sérieux concurrent pour John Edwards, Evan Bayh ou Hillary Clinton. Il forme même un comité d'action politique (political action committee) mais annonce rapidement qu'il renonce à se présenter, notamment pour préserver sa vie familiale. Il soutient Barack Obama et vote en sa faveur lors de la Convention nationale démocrate de 2008.
Lors des élections de 2010, candidat à un nouveau mandat, Feingold obtient 47 % des voix dans un contexte de vague conservatrice et est battu par son adversaire républicain, l'homme d'affaires Ron Johnson, issu du mouvement du Tea Party, qui récolte 52 % des voix. Nommé envoyé spécial des États-Unis pour les Grands Lacs africains et le Congo-Kinshasa par le président Obama de 2013 à 2015, il est de nouveau candidat lors des élections de 2016 afin de reprendre son ancien siège. Cependant, il est encore battu par Johnson le jour où Donald Trump est élu président en remportant le Wisconsin, par 50 % des voix contre 46 % à Feingold, ce qui marque son retrait définitif de la vie politique.

### Vie privée
Marié une première fois pendant neuf ans et père de deux enfants, Feingold divorce pour épouser en 1991 Mary Erpenbach, elle-même divorcée et mère de deux enfants. En 2005, le couple se sépare et annonce son divorce. En 2020, Feingold devient président de l'American Constitution Society.

## Positions politiques

### Priorités législatives
Durant ses mandat au Sénat des États-Unis, les priorités de Feingold sont la réforme des campagnes électorales, l'appui à un système de sécurité sociale étendu et à une assurance santé universelle, la préservation de l'environnement, l'abolition de la peine de mort et une politique étrangère multilatérale. Avec le sénateur républicain John McCain, il est ainsi à l'origine du Bipartisan Campaign Reform Act de 2002 qui plafonne les dépenses en matière de publicité électorale. La Cour suprême des États-Unis limite cependant à plusieurs reprises les dispositions de la loi, jusqu'à l'arrêt Citizens United v. Federal Election Commission de janvier 2010, par lequel elle annule les dispositions limitant les sommes pouvant être engagées par des entreprises ou des syndicats. L'arrêt est durement critiqué par le président Obama. Lors de la campagne pour les élections sénatoriales de 2010, Feingold souligne que dans les publicités financées par ses adversaires, plus de 2 millions de dollars d'entre elles auraient été illégales avant l'arrêt Citizens United. Ron Johnson, associé au mouvement du Tea Party, investit personnellement 8 millions de dollars, auxquels s'ajoutent 3 millions de dollars d'apport extérieur. Battu, Feingold dispose toutefois de fonds à peu près équivalents.
Feingold est le seul sénateur à voter contre le USA PATRIOT Act, faisant valoir que la loi restreint abusivement les libertés civiles. Il est aussi à l'origine en 2006 d'une procédure d'impeachment contre le président George W. Bush Sur le sujet du contrôle des armes à feu aux États-Unis, le sénateur Feingold approuve tantôt l'extension des contrôles sur leur vente, tantôt voté pour élargir les droits des possesseurs d'armes à feu. En 2002, des suites des attentats du 11 septembre 2001, il approuve la loi autorisant les pilotes de ligne à emporter des armes à feu dans leur cockpit. Deux ans plus tard, il se prononce contre le prolongement de la législation bannissant certains types d'armes à feu. Il soutient toujours les droits individuels des détenteurs d'armes à feu, protégés selon lui par le deuxième amendement de la Constitution des États-Unis :
«  Je soutiens le droit de port d'armes pour des raisons légitimes — comme la chasse, le sport et l'autodéfense. Des millions d'Américains possèdent légalement des armes à feu et nous ne devons pas agir de manière telle qu'ils pourraient penser qu'ils sont des citoyens de seconde classe ou que leurs droits constitutionnels sont attaqués. En même temps, il y a des actions que nous pouvons et devons mener pour protéger la sécurité publique et qui n'enfreignent pas les droits constitutionnels. »
Concernant le mariage homosexuel, Feingold se prononce en 2006 en faveur du mariage entre personnes de même sexe. Il se prononce également contre les accords de libre-échange, qu'il estime néfaste pour l'ouvrier américain, votant contre la nomination de Timothy Geithner au département du Trésor. Il se dit en faveur de la régularisation des immigrés illégaux.

### Rang idéologique
Le groupe libéral (au sens américain du terme) Americans For Democratic Action, qui note les membres du Congrès sur une échelle allant de 0 (ultra-conservateurs) à 100 (défenseur des causes progressistes) accorde au sénateur Feingold une moyenne de 96, ce qui le met en concurrence avec la sénatrice de Californie Barbara Boxer pour le titre de l'élu le plus progressiste du Congrès. Le groupe non partisan Concord Coalition le distingue à partir de 1997 pour ses positions fiscales responsables.
En 2004, l'association nationale des possesseurs d'armes à feu (National Rifle Association) lui attribue la note D (F étant la plus basse note). Sur les questions environnementales, la League of Conservation Voters lui accorde un score positif de 100 %. L'Union américaine pour les libertés civiles (ACLU) lui accorde un score positif de 89 % concernant la protection des libertés civiles aux États-Unis.